# Henri Bellivier
Henri Amédée Bellivier (6 de junho de 1890 — 14 de março de 1980) foi um ciclista francês que participou dos Jogos Olímpicos de Verão de 1920 em Antuérpia, competindo em duas provas de ciclismo de pista.